# Rudolf Schwandt
Rudolf Schwandt (* 2. Januar 1898 in Berzyny, Kreis Vilkaviškis, Litauen; † 31. Mai 1975 in Erfurt) war ein deutscher Funktionär der DDR-Blockpartei DBD. Er war Mitglied des Thüringer Landtages und Abgeordneter der Volkskammer der DDR.

## Leben
Schwandt wurde 1898 in der damals russischen Provinz Litauen als Sohn eines Landwirts geboren. Nachdem er auf einem Gymnasium das Abitur abgelegt hatte, absolvierte er auf einer höheren Ackerbauschule eine Ausbildung zum Agronom. Anschließend diente er von 1920 bis 1923 in der Armee der eben gegründeten Republik Litauen, zuletzt im Range eines Feldwebels. Nachdem er anschließend zunächst in der Landwirtschaft gearbeitet hatte, wirkte Schwandt ab 1928 bis 1940 als Kreis- später als Bezirksagronom für die Landwirtschaftskammer Litauens.
Nach der deutschen Besetzung Litauens arbeitete Schwandt zunächst in seiner alten Anstellung weiter, nunmehr als Oberagronom und Direktor beim Oberkommissar für Landwirtschaft in Litauen. 1941 wechselte er nach Königsberg, wo er bis 1944 als Betriebsleiter und Güterdirektor bei der Ostpreußischen Landgesellschaft tätig war. Mit dem Beginn der Tätigkeit für deutsche Stellen war der Eintritt in die Deutsche Arbeitsfront verbunden. Als die Rote Armee  1944 deutsches Territorium erreichte, wurde auch Schwandt wieder zum Militärdienst herangezogen. Im Range eines Unteroffiziers ging er bei Kriegsende in Kriegsgefangenschaft, aus der er allerdings sehr bald wieder entlassen wurde. 
Da Schwandts Heimat nunmehr von der Roten Armee besetzt war und auch für Volksdeutsche keine Möglichkeit bestand, wieder in ihre angestammte Heimat zurückkehren zu können, blieb er in Thüringen, wo er bereits am 17. September 1945 wieder eine Anstellung beim Landratsamt Rudolstadt fand. Aufgrund seiner beruflichen Erfahrungen in der Landwirtschaft wurde er mit Wirkung vom 1. November 1945 zum Wirtschaftsberater zunächst des Thüringer Landesamtes für Land- und Forstwirtschaft, später des Thüringer Ministeriums für Versorgung, Hauptabteilung Landwirtschaft im Kreis Rudolstadt ernannt. Um politisch auch auf der sicheren Seite zu stehen, trat Schwandt 1946 in die SED ein. Zum 15. September 1947 wurde zum Leiter des Kreislandwirtschaftsamtes im Kreis Rudolstadt ernannt. In dieser Funktion blieb er bis 1951 tätig. Als die DBD auf Initiative der SED im Frühjahr 1948 gegründet wurde, wies man vor allem in der Landwirtschaft tätige SED-Mitglieder an, in die DBD zu wechseln. So wurde Schwandt erster DBD-Kreisvorsitzender in Rudolstadt und  Mitglied des DBD-Landesvorstandes Thüringen. Kurzzeitig war er von Ende Februar bis Ende März 1950 kooptierter Beauftragter der DBD im Thüringer Landtag. Zu den Volkskammerwahlen 1950 stellte die DBD Schwandt als Kandidat auf. Er vertrat seine Partei bis 1954 im DDR-Parlament als Abgeordneter. 1951 verlegt er seinen Wohnsitz nach Erfurt und war in der Folge noch einige Jahre als Vorsitzender einer LPG tätig. Über seinen weiteren Lebensweg ist nichts bekannt.